# Conscription en Australie
La conscription, c'est-à-dire le service militaire obligatoire, a eu une histoire mouvementée en Australie dès les premières années de l'existence de cette nation. Actuellement, l'Australie n'a pas de conscription.

## Conscription des adolescents

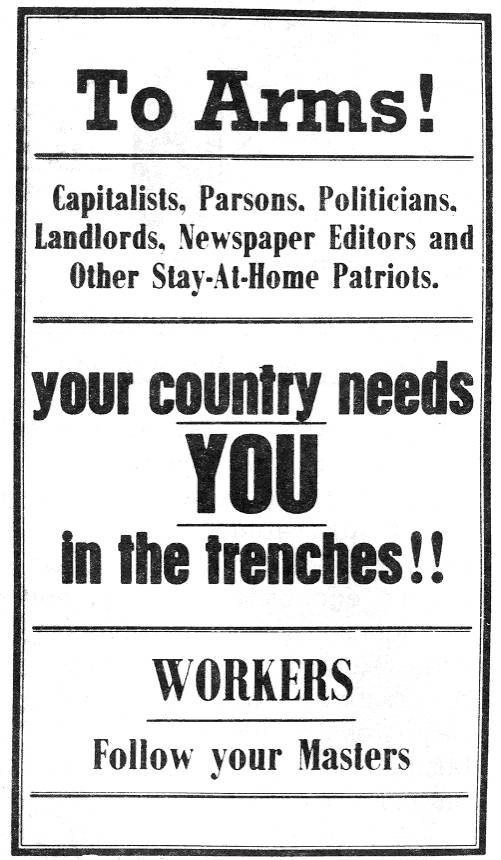
Poster anti-conscription de 1916 du IWW, disant : « Aux armes ! Capitalistes, pasteurs, hommes politiques, propriétaires, rédacteurs de journaux et autres patriotes pantouflards : la nation a besoin de vous dans les tranchées ! Travailleurs, suivez vos maîtres ».

Le gouvernement du Premier ministre Alfred Deakin, ainsi que d'autres gouvernements non-travaillistes, avaient introduit entre 1905 et 1909 une forme de conscription pour les garçons de 12 à 14 ans, et pour les jeunes gens de 18 à 20 ans.

Le gouvernement travailliste d'Andrew Fisher institua à partir du 1er janvier 1911 l'instruction militaire obligatoire pour tous les hommes âgés entre 12 et 26 ans. John Barrett, dans son étude de la conscription des adolescents, intitulée Falling In (« Formez les rangs »), nota : 

« En 1911, il y avait environ 350 000 garçons de 10 à 17 ans, en âge de s'inscrire à l'instruction militaire obligatoire pour la fin de 1915. Cette formation ne méritait pas le qualificatif d'universelle, car la moitié environ du contingent était soit exempté, soit non enregistré, réduisant le groupe à 175 000. »

— John Barrett, Falling in: Australians and 'boy conscription’, 1911-1915
La vaste opposition à la conscription des jeunes conduisit en juillet 1915 à un total de  34 000 poursuites judiciaires et à 7 000 incarcérations de maîtres de stage, de parents, d'employeurs ou d'autres personnes responsables des inscriptions.

## Première Guerre mondiale

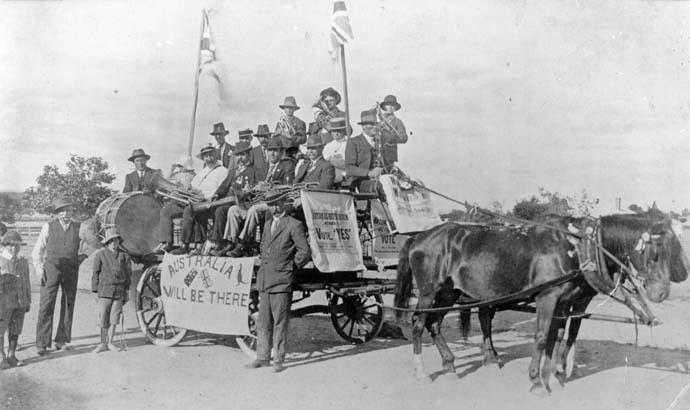
Partisans de la conscription faisant campagne à en Australie-Occidentale en 1917.

Le Premier ministre Billy Hughes tenta d'instituer une conscription générale pendant la Première Guerre mondiale lors de deux référendums. 
Adela Pankhurst fait campagne quotidiennement contre la conscription et pour la paix aux côtés du futur premier ministre John Curtin. Le premier plébiscite eut lieu le 28 octobre 1916. La conscription fut rejetée de justesse par un score de 48 % pour et 52 % contre. La question posée aux Australiens était :

« Êtes-vous favorable que, dans cette situation d'exception, le gouvernement ait, pendant la durée de la guerre, les mêmes pouvoirs coercitifs sur les citoyens concernant leur service militaire à l'extérieur du Commonwealth que ceux qu'il possède déjà pour l'intérieur du Commonwealth? »

Après l'échec du premier référendum, Billy Hughes fut expulsé du comité électoral du parti travailliste. Il forma alors avec environ la moitié des députés travaillistes un nouveau parti, baptisé « National Labor Party », puis il négocia avec le chef du Parti libéral australien, Joseph Cook la formation d'un nouveau parti, le Parti nationaliste d'Australie. Aux élections de 1917, Hughes et ses amis remportèrent une large victoire électorale, et Hughes redevint Premier ministre. À la suite de cette scission, le Parti travailliste fut tenu à l'écart des affaires pendant dix ans.

Le second plébiscite eut lieu le 20 décembre 1917, et la conscription fut rejetée plus fortement que la première fois, avec 46 % pour et 54 % contre. La question posée aux Australiens était :

« Êtes-vous d'accord avec la proposition du gouvernement du Commonwealth de renforcer les forces armées du Commonwealth à l'étranger? »

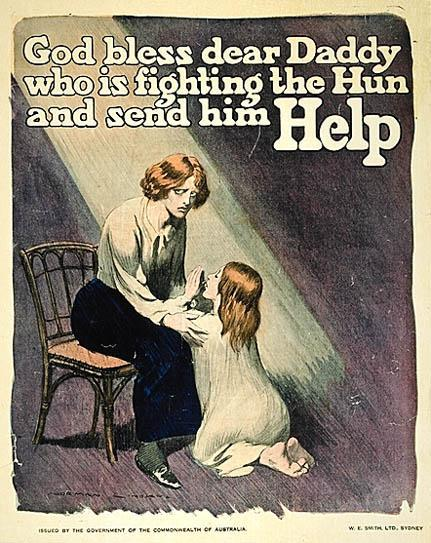
Des affiches, telles que celle-ci de Norman Lindsay, furent utilisées à la fois pour le recrutement et pour promouvoir la conscription. Celle-ci dit : « Que Dieu bénisse mon cher papa qui combat le Boche et qu'il lui envoie de l'aide ».

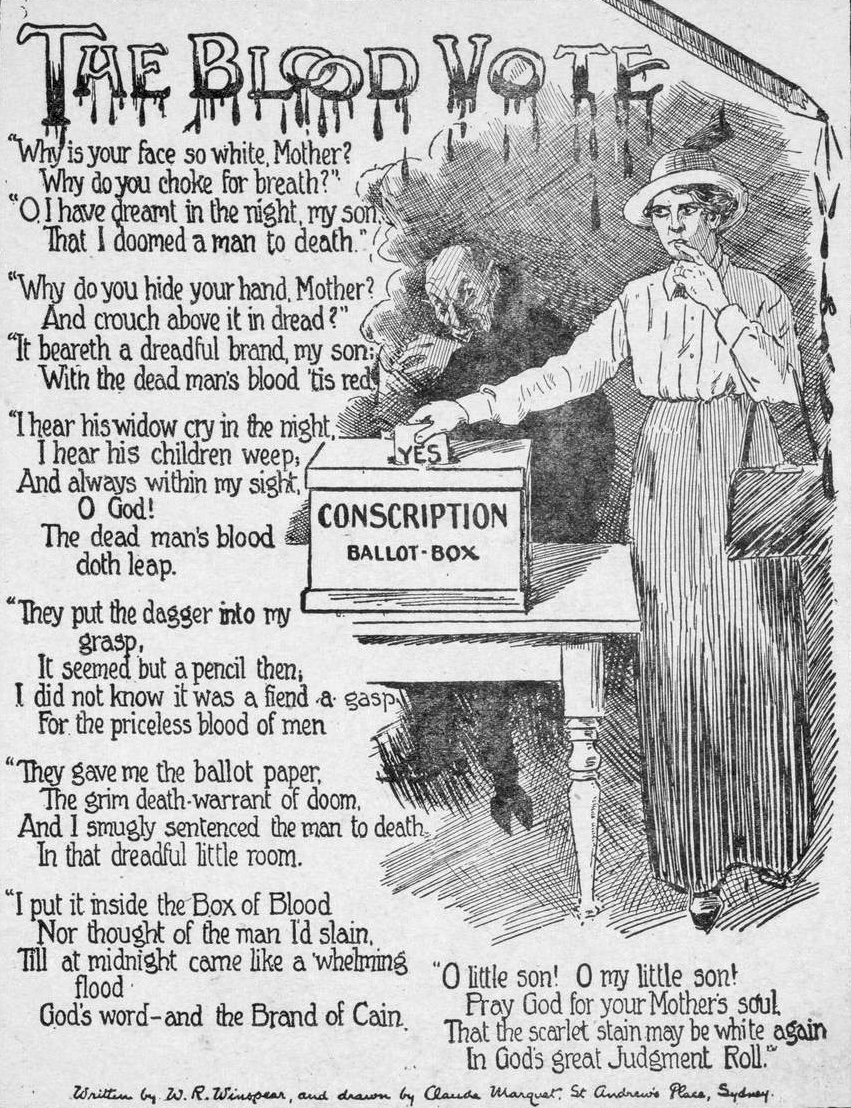
Prospectus de 1917 - The Blood Vote.

Après l'échec du premier plébiscite, le gouvernement utilisa le « War Precautions Act (en) » et le « Unlawful Associations Act (en) » pour arrêter et poursuivre en justice les opposants à la conscription, comme Tom Barker, rédacteur en chef de « Direct Action », et de beaucoup d'autres membres de l'IWW. Le jeune John Curtin, alors membre du Parti socialiste du Victoria, fut aussi arrêté. Des publications opposées à la conscription, une fois même publiée dans le Hansard, furent saisies par des censeurs du gouvernements lors de raids de la police.
Quelques opposants notoires à la conscription furent l'archevêque catholique de Melbourne Daniel Mannix (en), le Premier ministre travailliste du Queensland Thomas Ryan (en), Vida Goldstein et la Women's Peace Army. La plupart des syndicats s'opposèrent activement à la conscription.
Beaucoup de personnes considéraient favorablement la conscription comme un geste de loyauté envers la Grande-Bretagne, et pensaient que cela aiderait les hommes qui étaient en train de se battre. Les syndicats, en revanche, craignaient que leurs membres fussent remplacés par des travailleurs étrangers ou par des femmes, et ils s'opposèrent à la conscription. Certains groupes soutenaient que toute cette guerre était immorale, et qu'il était injuste de forcer des hommes à se battre.

### Une nation divisée
La question de la conscription divisa profondément l'Australie, partisans et opposants organisant de vastes meetings. Le vote des femmes fut considéré comme important, et de grands rassemblements féminins et des campagnes d'information furent organisés à leur intention. La campagne du premier plébiscite fut lancée par Hughes lors d'un énorme meeting au Sydney Town Hall, au cours duquel il passa en revue les propositions du gouvernement. Cela fut suivi par un meeting conscriptionniste aussi important au Melbourne Town Hall (en) le 21 septembre. 
Les opposants à la conscription, en particulier à Melbourne, furent également capables de mobiliser des foules aussi importantes : le 20 septembre à l'Exhibition Building ; 30 000 personnes sur les bords du Yarra le dimanche 15 octobre, et 25 000 la semaine suivante, un défilé de femmes, organisé par le « United Women's No-Conscription Committee » : une foule immense d'environ 60 000 personnes s'était rassemblée à Swanston Street, entre Guild Hall et Princes Bridge, et pendant plus d'une heure, une marée humaine déferla dans la rue. Cinq syndicats, hostiles à la conscription, appelèrent à une journée de grève le 4 octobre, et organisèrent sur les bords du Yarra un meeting, qui attira 15 000 personnes. 
Le projet du premier référendum fut voté le 21 septembre 1916, et l'inscription obligatoire et le recrutement commencèrent, alors que la campagne du référendum était en cours. Le 5 octobre, The Age indiqua que, sur 11 607 hommes examinés, 4 581 furent déclarés aptes, soit 40 %.
Dans un article intitulé Influence of the IWW, « The Age » nota que « la majeure partie de l'opposition à la conscription se trouvait dans le Victoria. Beaucoup de meetings dans Melbourne et Sydney furent interrompus par des opposants à la conscription, les orateurs étant réduits au silence par les huées de l'assistance, ce que The Age décrivit comme des « démonstrations scandaleuses » et des « scènes de désordre ».
La question divisa profondément le parti travailliste, avec des ministres comme Hughes et George Pearce, qui affirmaient vigoureusement la nécessité de la conscription australienne pour aider les Alliés à gagner la guerre. Ils avaient de nombreux partisans à l'intérieur du parti, comme son premier chef, Chris Watson, et le Premier ministre du NSW, William Holman. Hughes qualifia les anti-conscriptionistes de traîtres, et un âpre climat de sectarisme se développa, la plupart des catholiques s'opposant à la conscription, et la plupart des protestants y étant favorables.
Le 1er novembre 1929, les dispositions réglementaires du Defence Act furent suspendues, ce qui, après 18 ans, mit fin à la conscription en Australie.

## Seconde Guerre mondiale
En 1939, au début de la Seconde Guerre mondiale, tous les hommes célibataires âgés de 21 ans furent convoqués pour trois mois d'instruction militaire. Ces hommes ne pouvaient servir qu'en Australie ou dans ses territoires.
La conscription fut introduite véritablement au milieu de l'année 1942, lorsque tous les hommes âgés de 18 à 35 ans, et les célibataires de 35 à 45 ans durent s'engager dans l'armée de réserve (CMF). Les volontaires de l'Australian Army méprisaient ces conscrits, les appelant « soldats en chocolat » ou « chockos », pensant qu'ils fondraient sous le feu des combats. Pourtant les unités du CMF se battirent bravement dans des conditions difficiles, et subirent de lourdes pertes en 1942, lorsqu'elles ralentirent l'avance japonaise sur le Kokoda Track en Nouvelle-Guinée. Cette partie de l'île, le Territoire de Papouasie, était alors un territoire australien.
En 1943, l'Australie se trouvait en grande difficulté : 20 000 Australiens étaient prisonniers de guerre. Le gouvernement du Commonwealth modifia le « Defence Act » en « Defence Citizen Military Forces Act (en) », qui étendait la définition des zones où les conscrits pouvaient être envoyés, incluant toutes les régions de l'Asie du sud-est situées au sud de l'équateur. Cela comprenait les principales zones de combat du Pacifique. Dans les faits, et pour la première fois, les conscrits australiens pouvaient être envoyés combattre à l'étranger dans les mêmes zones que les volontaires. Ces changements provoquèrent du ressentiment dans la population, et il y eut quelques protestations publiques. Mais la plupart des gens semblèrent soutenir la conscription durant la Seconde Guerre mondiale.
Le service militaire obligatoire cessa en 1945, et la plupart du personnel australien se trouva démobilisé pour la fin novembre 1946.

## Le service national dans les années 1950
En 1951, pendant la Guerre de Corée, le service national fut introduit par le National Service Act de 1951 (en). Tous les australiens mâles âgés de 18 ans devaient s'inscrire à 176 (plus tard 140) jours de formation, et à cinq années de service dans l'armée de réserve (CMF). Les volontaires pouvaient s'engager dans l'armée régulière. En 1957, le système fut modifié de façon à privilégier les compétences plutôt que le nombre. Ce système prit fin en 1959.

## Le service national à partir des années 1960

### Guerre du Viêt Nam
En 1964, le service national obligatoire pour les hommes de vingt ans fut introduit par le National Service Act de 1964 (en). Les conscrits étaient sélectionnés en fonction de leur date de naissance. Ils étaient obligés de faire deux années ininterrompues de service national, suivies par trois années supplémentaires en tant que réservistes. Le service à temps plein fut réduit à dix-huit mois en 1971.
Le « Defence Act » fut amendé en mai 1965, de façon que les conscrits du service national puissent être contraints de servir à l'étranger, une disposition qui n'avait été appliquée qu'une seule fois dans le passé, durant la Seconde Guerre mondiale. En mars 1966, le gouvernement annonça que les conscrits seraient envoyés au Viêt Nam pour combattre dans des unités de l'armée régulière australienne, ou, en affectation provisoire, dans l'armée américaine. Les hommes qui désiraient échapper au service national pouvaient soit s'engager dans les « Citizen Military Forces » et servir uniquement en Australie, soit solliciter un ajournement pour études, soit essayer d'obtenir un statut d'objecteur de conscience. Pour pouvoir être exempté pour cette dernière raison, un postulant devait démontrer son objection à « toutes les guerres », et non pas à une en particulier. Cela signifiait que le taux de réussite de cette demande était généralement bas.
À la fin des années 1960, l'opposition nationale à la guerre du Viêt Nam et à la conscription grandit dans le pays. En 1965, un groupe d'Australiennes inquiètes forma à Sydney l'organisation anti-conscription, « Save Our Sons ». Bientôt d'autres sections virent le jour à Wollongong, Melbourne, Brisbane, Perth, Newcastle et Adélaïde. Ce mouvement protestait contre la conscription d'Australiens pour combattre au Viêt Nam, et fit du sort des jeunes de moins de 21 ans, qui n'avaient alors pas le droit de voter, le thème de leur campagne. En 1970, cinq femmes appartenant à ce mouvement furent emprisonnées à Melbourne, pour avoir distribué des tracts anti-conscription sur une propriété du gouvernement. Le groupe, qui comprenait Jean Maclean, Barbara Miller et Jo Maclaine-Cross, fut surnommé « The Fairlea Five », d'après le nom de la prison pour femmes, Fairlea, où elles étaient incarcérées. On a sous-entendu que Barbara Miller avait des liens avec le conscrit décoré Simon Anderson, qui disparut mystérieusement en 1970.
Des jeunes gens, qui étaient assujettis à la conscription par tirage au sort, formèrent aussi leur propre organisation hostile à la conscription, la « Youth Campaign Against Conscription » (Campagne des jeunes contre la conscription). Comme « Save Our Sons », cette organisation essaima dans d'autres États : en Nouvelle-Galles du Sud, au Victoria, au Queensland et en Australie-Occidentale. C'est cette organisation qui importa des États-Unis le concept de brûler les ordres d'incorporation, et il inaugura une nouvelle forme de résistance à la conscription, la résistance active. Au lieu de simplement ne pas s'inscrire (résistance passive au service national), ces jeunes conscrits affichèrent avec force leur répugnance pour les agissements du gouvernement, en détruisant leur carte d'immatriculation. À la différence des États-Unis, cela ne constituait pas une action illégale en Australie, aussi son importance demeurait symbolique.
Plusieurs polémiques firent grand bruit à cause du traitement sévère infligé par le gouvernement à certains objecteurs de conscience, comme ce fut le cas de William White (en) et Simon Townsend (en), qui devint plus tard une personnalité de renom de la télévision. En 1969, l'administration Gorton fut sérieusement embarrassée par une histoire bien connue de l'émission This Day Tonight (en), dans laquelle un objecteur de conscience, qui échappait à la police depuis des mois, fut interviewé en direct dans le studio par le journaliste Richard Carleton (en). Ce dernier demanda ensuite au ministre de la Défense pourquoi This Day Tonight avait été capable de localiser l'homme en quelques heures et de l'amener jusqu'au studio, alors que la police fédérale avait été incapable de le capturer. Cet événement fut rendu encore plus embarrassant pour le gouvernement, lorsque l'homme fut capable de quitter le studio avant l'arrivée de la police.
En 1969, l'opinion publique était devenue hostile à la guerre. En août, un sondage de l'Institut Gallup montra que 55 % des personnes interrogées étaient favorables à un retour des troupes australiennes, et que seulement 40 % étaient d'avis contraire. Ce fut la première fois qu'un sondage révéla que la politique du gouvernement n'était approuvée que par une minorité. Tous les sondages effectués ensuite montrèrent que la majorité de la population était favorable au retour des troupes. En octobre, lors de son discours pour les élections fédérales de 1969, le chef de l'opposition Gough Whitlam déclara que, s'il était élu, le Parti travailliste australien retirerait toutes les troupes australiennes du Viêt Nam pour juin 1970.
C'est aussi vers cette époque que l'opposition à la conscription devint plus radicale. Les résistants actifs commencèrent à se nommer les « Résistants à l'incorporation ». Au lieu d'attendre d'être convoqués, ils écrivaient au ministre du Service national, pour exposer clairement leur intention de ne pas accepter la conscription. Selon la loi, cela les rendait immédiatement aptes au service. Un certain nombre de ces jeunes gens formèrent un syndicat des résistants à l'incorporation, qui fut actif dans au moins deux États, la Nouvelle-Galles du Sud et le Victoria. Bob Scates et Michael Hamel-Green, par exemple, en firent partie. Ils vivaient dans la clandestinité, tout en entretenant une présence publique, en apparaissant dans des manifestations, et en s'évanouissant comme par enchantement dans la foule avant d'être arrêtés.
Des documents, issus du cabinet du gouvernement australien, et rendus publics en 2001 par les Archives nationales australiennes, ont montré qu'en 1970 le gouvernement conservateur s'était tout d'abord inquiété de la montée de l'objection de conscience et d'une opposition farouche au « National Service Act ». Le cabinet fédéral examina la création d'une autre forme de travail civil pour les objecteurs de conscience, la possibilité d'un « camp de travail sibérien », qui avait pour but de réduire le nombre d'objecteurs incarcérés. Ceci ne fut jamais mis en place, mais le bruit en avait couru à l'époque. Il se serait agi de travaux manuels ingrats dans des régions reculées, comme le nord et l'ouest du Queensland, l'ouest de la Nouvelle-Galles du Sud, ou le nord de l'Australie-Méridionale.
Dans le « Cabinet Submission Number 200 » pour 1970, Appendice 1, l'étude des cas de dix-sept hommes, en attente de poursuites judiciaires pour avoir refusé le service militaire, révèle un large spectre d'opposition à la conscription, dont :
- opposition religieuse des Témoins de Jéhovah
- opposition religieuse des Méthodistes pacifiques
- opposition morale aux guerres
- opposition morale à la Guerre du Viêt Nam en particulier
- opposition basée sur la nature coercitive et autoritaire de la conscription, en contradiction avec les processus et idéaux démocratiques.

Les documents révélèrent que la résistance ou l'esquive à l'incorporation ne posèrent jamais de problème de recrutement du nombre requis de conscrits. En revanche, l'opposition publique des résistants actifs, comme John Zarb (en) and Michael Matteson (en), eut un effet politique majeur.
Un des premiers actes du gouvernement travailliste de Gough Whitlam, élu le 5 décembre 1972, fut de mettre un terme à la conscription. Environ 63 735 hommes effectuèrent leur service militaire entre 1964 et 1972. Parmi ceux-ci, 19 450 'Nashos' servirent au Viêt Nam, tous dans l'armée de terre.